# Новокирсанівка
Новокирсанівка (рос. Новокирсановка) — село у Терновському районі Воронезької області Російської Федерації.
Населення становить 381 особу. Входить до складу муніципального утворення Новокірсановське сільське поселення.

## Історія
Населений пункт розташований у межах історичного регіону Чорнозем'я.
Від 1929 року належить до Терновського району, спочатку в складі Центрально-Чорноземної області, а від 1934 року — Воронезької області.
Згідно із законом від 15 жовтня 2004 року входить до складу муніципального утворення Новокірсановське сільське поселення.

## Населення
| 2010 | 2012 | 2013 | 2014 | 2015 | 2016 |
| ---- | ---- | ---- | ---- | ---- | ---- |
| 408  | ↗410 | ↘408 | ↘401 | ↘391 | ↘381 |